# Beauchalot
Beauchalot (em occitano:  Vauchalòt) é uma comuna francesa na região administrativa da Occitânia, no departamento do Alto Garona. Estende-se por uma área de 6.33 km², com 642 habitantes, segundo o censo de 2018, com uma densidade de 100 hab/km².